# Татарка (Омская область)
Татарка — село в Черлакском районе Омской области России. Административный центр Татарского сельского поселения. Население 1339 чел. (2010) . 

## История
Основан в 1740 году. Казачий редут. 
В соответствии с Законом Омской области от 30 июля 2004 года № 548-ОЗ «О границах и статусе муниципальных образований Омской области» село возглавило образованное муниципальное образование «Татарское сельское поселение».

## География
Татарка находится на юге-востоке региона, в пределах Курумбельской степи, являющейся частью Чебаклы-Суминской впадины, на берегу р. Иртыш.
Абсолютная высота — 104 м над уровнем моря.

## Население
| 2010 |
| ---- |
| 1339 |

Гендерный состав
По данным Всероссийской переписи населения 2010 года в гендерной структуре населения из 1339 человек мужчин — 630, женщин — 709	(47,1 и 52,9 % соответственно)
Национальный состав
Согласно результатам переписи 2002 года, в национальной структуре населения русские составляли 88 % от общей численности населения в 1579 чел..

## Инфраструктура
Татарская средняя общеобразовательная школа.
Администрация поселения.

## Транспорт
стоит на федеральной автотрассе А-320.
Остановка общественного транспорта «Татарка».